# ويليام تايلور (سياسي أسترالي، مواليد 1862)
ويليام تايلور (بالإنجليزية: William Taylor)‏ هو سياسي أسترالي، ولد في 1862 في فيكتوريا في أستراليا، وتوفي في 15 فبراير 1922. انتخب عضو الجمعية التشريعية لنيو ساوث ويلز عن دائرة Electoral district of St George ‏ (20 مايو 1908 – 6 نوفمبر 1913).